# Capela de São João Batista (Esposende)

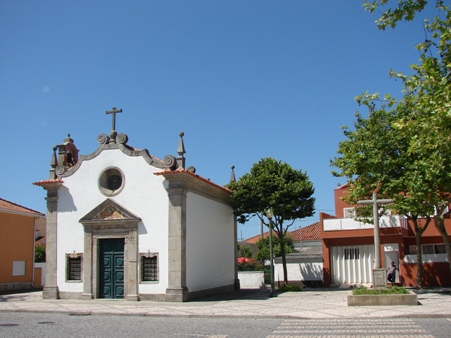
Capela de São João

A Capela de São João Batista, construída no séc. XVII (1699), é um pequeno templo cristão composto por uma nave apenas, fundado em 1699, situado na cidade de Esposende e dedicado a S. João Baptista. Ao seu lado, encontra-se o cruzeiro de S. João Baptista.
Com a fachada voltada a Nascente, corpo rectangular, cultiva um certo ar de sobriedade nas linhas seiscentistas que presidem ao conjunto e que são cortadas pelo painel de azulejo, com a imagem de S. João Baptista, confeccionado pela fábrica Aleluia de Aveiro, aí colocado depois das obras executadas entre 1975 e 1976.
Com paredes em alvenaria, rebocadas interior e exteriormente, possui cunhais ou pilastras em boa cantaria que rematam em pináculos triangulares boleados e base quadrada. A frontaria é constituída por uma porta com ombreiras em cantaria. Tendo por cima do lintel um pequeno frontão triangular no interior do qual está o painel de azulejo representando S. João. A ladear a porta há duas janelas com uma cantaria trabalhada com ondulados ao gosto popular e sobre o frontão um óculo circular que ajuda a iluminar o interior. A fachada remata em frontão acartelado de volutas, no cimo do qual pontifica um plinto epigrafado de 1699 que sustenta uma cruz florenciada. Na beira sul, junto ao ângulo formado pela parede lateral com a frontaria, levanta-se uma pequena sineira cujo sino foi aí colocado em 1964.
O interior é simples com um altar em talha oitocentista no centro do qual está uma imagem de S. João Baptista. Sobre mísulas, nas paredes laterais, estão as imagens de Santo Amaro, S. Vicente de Paula e um medalhão policromado em talha renascença, representando Nossa Senhora da Assunção.